# Curaçao in njegove odvisnosti
Kolonija Curaçao in podrejena ozemlja (nizozemsko Kolonie Curaçao en onderhorigheden; papiamentsko Kolonia di Kòrsou i dependensianan) je bila nizozemska kolonija v Karibskem morju od 1815 do 1828 in od 1845 do 1954. Med letoma 1936 in 1948 je bilo območje uradno znano kot ozemlje Curaçao (nizozemsko: Gebiedsdeel Curaçao ; Papiamento: Teritorio di Kòrsou ), po letu 1948 pa kot Nizozemski Antili. Z razglasitvijo listine za Kraljevino Nizozemsko 15. decembra 1954 so Nizozemski Antili dosegli enak status z ožjo Nizozemsko in Surinamom v novi Kraljevini Nizozemski .

## Zgodovina
Po določilih anglo-nizozemske pogodbe iz leta 1814 je Nizozemska ponovno prevzela nadzor nad svojimi kolonijami v Zahodni Indiji, z izjemo Demerare, Esekiba in Berbisa. V novoustanovljenem Združenem kraljestvu Nizozemske so bile te kolonije do leta 1828 organizirane na naslednji način: 
| Ime                                 | Glavno mesto | Sestavni deli                      |
| ----------------------------------- | ------------ | ---------------------------------- |
| Curaçao in podrejena ozemlja        | Willemstad   | Curaçao, Aruba, Bonaire            |
| Sveti Evstahij in podrejena ozemlja | Oranjestad   | Sveti Evstahij, Sveti Martin, Saba |
| Surinam                             | Paramaribo   | Surinam                            |

Kot ukrep za zmanjšanje stroškov so bile tri kolonije leta 1828 združene v eno samo kolonijo Zahodne Indije, ki ji je vladal Paramaribo v Surinamu. To se je izkazalo za nesrečno ureditev, zaradi česar so jo leta 1845 delno spremenili. Sveti Evstahij pa ni ponovno pridobil statusa ločene kolonije in je prešel v vladavino iz Willemstada v Curaçau:
| Ime                           | Kapital    | Sestavljeno                                                 |
| ----------------------------- | ---------- | ----------------------------------------------------------- |
| Curaçao in njegove odvisnosti | Willemstad | Curaçao, Aruba, Bonaire, Sveti Evstahij, Sveti Martin, Saba |
| Surinam                       | Paramaribo | Surinam                                                     |

## Politika
Leta 1865 je bila vladna uredba Curaçaa (nizozemsko: Regeringsreglement voor Curaçao en onderhorige eilanden ) spremenjena, da je omogočila omejeno avtonomijo kolonije. Struktura, vzpostavljena v tej uredbi, je ostala v veljavi do leta 1936, ko je bila sprejeta prva ustava Curaçaa. Ta novi temeljni zakon je sledil reviziji nizozemske ustave leta 1922, v kateri so bila izbrisana vsa sklicevanja na "kolonijo". V novem parlamentu, ustanovljenem v koloniji, posestvu Curaçao, je bilo deset od petnajstih članov izvoljenih z ljudskim glasovanjem, preostalih pet pa je imenoval guverner. Le približno 5% prebivalcev obeh kolonij je smelo glasovati na volitvah. 

### Postopna dekolonizacija
Reforme v vladni strukturi kolonije do druge svetovne vojne so bile večinoma površne, zato je bil Curaçao še naprej upravljan kot kolonija. To se je spremenilo po koncu druge svetovne vojne. Kraljica Wilhelmina je v govoru leta 1942 obljubila, da bo čezmorskim ozemljem Nizozemske ponudila avtonomijo, britanska — ameriška okupacija otokov med vojno — je s soglasjem nizozemske vlade povzročila vse večje zahteve po avtonomiji tudi med prebivalstvom. 
Maja 1948 je za ozemlje začela veljati nova ustava, ki je dovoljevala največjo stopnjo avtonomije, ki jo je dovoljevala nizozemska ustava iz leta 1922. Med drugim je bila uvedena splošna volilna pravica. Ozemlje se je preimenovalo tudi v "Nizozemske Antile". Po reviziji nizozemske ustave leta 1948 je bila februarja 1951 sprejeta nova začasna ustava Nizozemskih Antilov. Kmalu zatem, 3. marca 1951, je bila s kraljevim odlokom izdana otoška ureditev Nizozemskih Antilov (nizozemsko : Eilandenregeling Nederlandse Antillen ali ERNA ; papiamento: Regulashon Insular delas Antias Hulandes ali RIAH ), ki je dala precejšnjo avtonomijo različnim otoškim ozemljem v nizozemski Antili. Prečiščena različica te uredbe je ostala v veljavi do razpada Nizozemskih Antilov leta 2010.  
Nova ustava je veljala le za začasno ureditev, saj so pogajanja o listini za kraljestvo že potekala. 15. decembra 1954 so Nizozemski Antili, Surinam in Nizozemska kot enakovredni partnerji pristopili k vseobsegajočemu Kraljevini Nizozemski, kot je bilo določeno v Listini za Kraljevino Nizozemsko. S to potezo so Združeni narodi označili dekolonizacijo ozemlja za dokončano in ga odstranili s seznama nesamoupravnih ozemelj Združenih narodov.